# متاکامپایل
متاکامپایل (انگلیسی:Metacompilation) گونه‌ای روش محاسبه است که شامل درگیر کردن متا سیستم‌های انتقال (MST) از محاسبه ماشین M به متاماشین M است که شامل آنالیز و تقلیدی از انتقال معنایی یک برنامه است.
متا سیستم انتقال ممکن است زمانی که مبدل یک برنامه خودش تبدیل می‌شود، تکرار شود. با این شیوه سلسله مراتب MST با هر ارتفاعی قابل ایجاد است.